# Son of a Preacher Man
Son of a Preacher Man è un brano musicale della cantante britannica Dusty Springfield pubblicato come singolo il 13 gennaio 1969 e incluso nell'album Dusty in Memphis.
Scritto da John Hurleye e Ronnie Wilkins fu originariamente offerto ad Aretha Franklin, che però lo rifiutò; fu però soltanto dopo aver sentito la versione interpretata dalla Springfield, già diventata una hit, che la Franklin riconsiderò la cosa e ne registrò una cover, inserita nell'album del 1970 This Girl's In Love With You e pubblicata come lato B del singolo Call Me.
Il singolo della Springfield fu prodotto da Jerry Wexler, Tom Dowd e Arif Mardin per il suo primo album edito dalla Atlantic Records e divenne un successo internazionale, raggiungendo la decima posizione negli Stati Uniti e la nona nel Regno Unito.

## Eredità
La rivista Rolling Stone ha nominato Son of a Preacher Man alla posizione numero 77 della lista dei migliori 100 singoli degli ultimi 25 anni stilata nel 1987. Nel 2004 invece il brano è stato posizionato alla posizione 240 della Lista delle 500 migliori canzoni della storia, sempre stilata da Rolling Stone.
Un campionamento di Son of a Preacher Man fu utilizzato dai Cypress Hill nella traccia Hits from the Bong, presente nell'album Black Sunday del 1993. Il brano fu inserito l'anno successivo nella colonna sonora del film Pulp Fiction che fa da sfondo alla scena in cui Vincent Vega (John Travolta) aspetta Mia Wallace (Uma Thurman) nel salotto di lei. L'album contenente la colonna sonora del film raggiunse la posizione numero 21 della Billboard 200, ottenendo il disco di platino in Canada. Son of a Preacher Man ha contribuito alla vendita di oltre due milioni di copie dell'album e a raggiungere la sesta posizione in classifica secondo SoundScan. Nel 2008, il brano viene canticchiato dal personaggio di Jan Levinson (interpretata da Melora Hardin) nella serie tv The Office, come ninna nanna per la figlia Astrid.

## Cover
Nel corso degli anni il brano è stato oggetto di numerose cover, fra le quali si ricordano:
Katey Sagal & The Forest Rangers (colonna sonora di Sons of Anarchy)
- Gene Ammons[10]
- April Beth Armstrong[11]
- Chet Atkins[12]
- Sherrié Austin[13]
- Jann Arden
- BB Band[14]
- Bauchklang
- Beki Bondage[15]
- The Bouffants[16]
- The Carnival[16]
- Gloria Carpenter[17]
- Tony McIntyre
- Dina Carroll[18]
- Laura Cheadle
- Cam Clarke[19]
- Collide[20]
- Sarah Connor
- Copycats[21]
- Gema Corredera[16]
- Bobbie Cryner[22]
- Skeeter Davis[23]
- Francesca De Fazi[16]
- Julia Demato
- Linda Eder[24]
- Melissa Etheridge[25]
- Farmer's Daughter[26]
- Aretha Franklin
- Erma Franklin[27]
- The Gaylettes[28]
- Bobbie Gentry[29]
- Ursula George[30]
- Mikalah Gordon
- Rusty Guilt[31]
- Pam Hall[32]
- Deni Hines[33]
- Honey Cone[34]
- Jan Howard[35]
- Alexandra Hurney
- Jill Jack[36]
- Eddie Jefferson[37]
- Elizabeth Keeney[38]

- E.G. Kight[39]
- Jeff Krassner[40]
- Annagrey LaBasse[41]
- Buddy Merrill[42]
- Lisa Guyer Band featuring Barry Goudreau[43]
- Peggy Little[44]
- Donna Lynton[45]
- Bette Midler
- Liza Minnelli[46]
- Natalie Merchant[47]
- Joan Osborne
- Jason Cotter
- Over the Rhine
- Pansy Division
- Dolly Parton[48]
- Prima Vera
- Irene Reid
- Laini Risto[49]
- Eve Selis
- Jessica Simpson
- Sina[50]
- Nancy Sinatra[51]
- Soul S. K.[52]
- Mavis Staples[53]
- Joss Stone[54]
- Sylvie[55]
- Thousand Year Itch[56]
- Tanya Tucker
- Tina Turner
- Sylvie Vartan
- Camile Velasco
- Sex Piano
- Etta James
- Tracy Chapman
- Nancy Wilson[57]
- U-Melt[58]
- Hanne Boel
- The Black Velvet Band
- Mr M and The All Nighters[59]
- Emma Wilkinson[60]
- Busy Philipps (con Feel Love Fury per la colonna sonora di Dawson's Creek)[61]